# Lucas 3

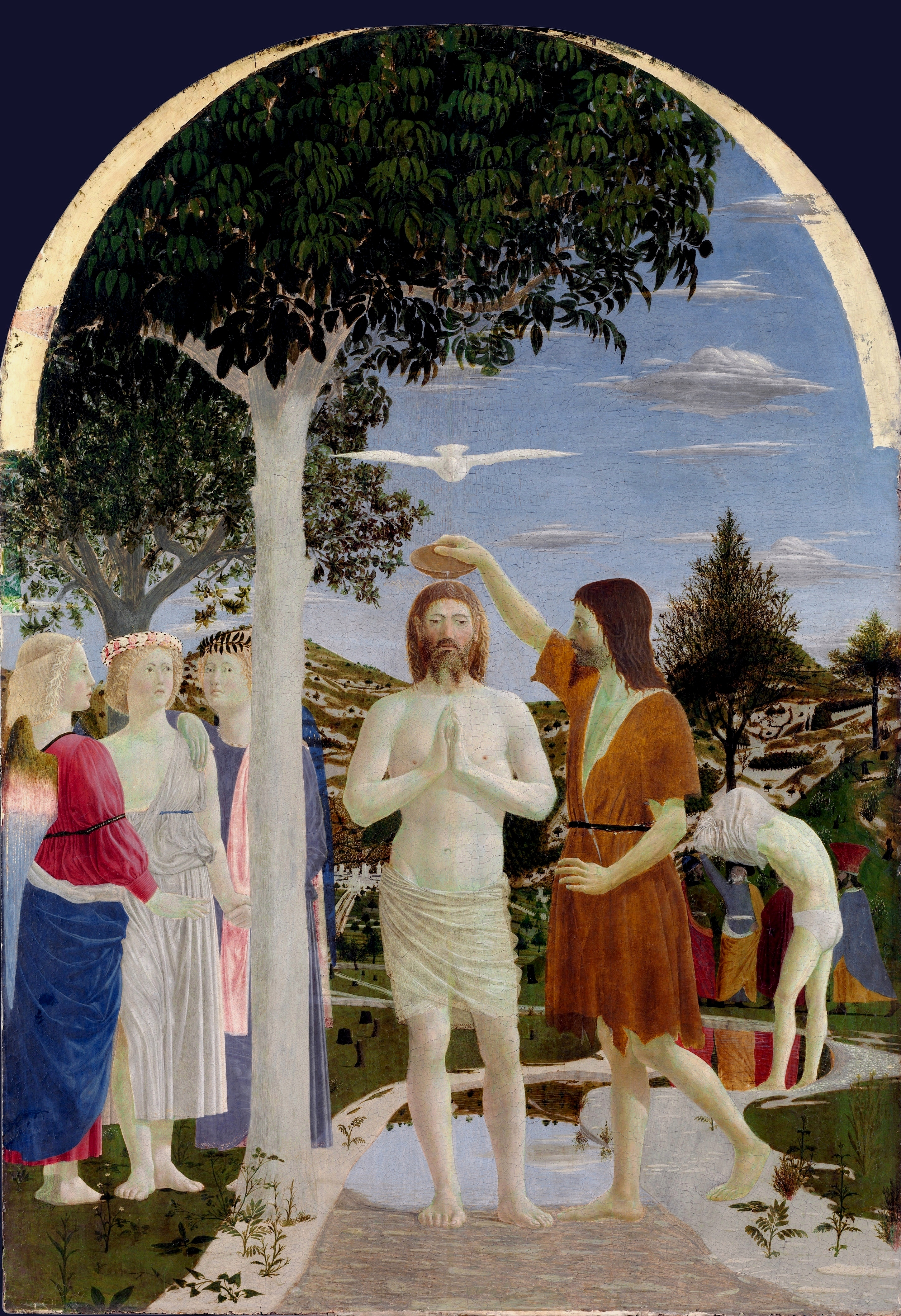
Batismo de Jesus, o principal evento em Lucas 3.
c. 1450. Por Piero della Francesca, atualmente na National Gallery de Londres.

Lucas 3 é o terceiro capítulo do Evangelho de Lucas no Novo Testamento da Bíblia e expande o relato sobre a vida de João Batista, além de apresentar a genealogia de Jesus.

## João Batista
Lucas, assim como nos dois primeiros capítulos, provê uma moldura cronológica para os eventos que relata:
| “ | «No décimo quinto ano do reinado de Tibério César, sendo Pôncio Pilatos governador da Judéia, Herodes tetrarca da Galileia, seu irmão Filipe tetrarca da região da Itureia e Traconites, e Lisânias tetrarca de Abilene, sendo sumo sacerdotes Anás e Caifás, veio a palavra de Deus a João, filho de Zacarias, no deserto.» (Lucas 3:1–2) | ” |

O décimo-quinto ano do reinado de Tibério foi o ano 29 ou 30, assim, de acordo com Lucas, João teria iniciado seu ministério por volta desta data.
Lucas, assim como Marcos (Marcos 1:2–3), Mateus (Mateus 3:3) e João (João 1:23), cita Isaías 40, mas o faz de forma mais ampla que João. É possível que o tenha feito para incluir a mensagem de que «Todo o homem verá a salvação de Deus» (Lucas 3:6) para atrair seus leitores gentios. Ele prega o batismo e o arrependimento; e afirma às pessoas que a descendência de Abraão não irá salvá-los de Deus.
Temerosos, as pessoas perguntam o que fazer e João afirma que eles devem dividir e que coletores de impostos e soldados não devem abusar de suas posições. Eles perguntam se ele é o Cristo e sua resposta é famosa: «Eu, na verdade, vos batizo com água, mas vem aquele que é mais poderoso do que eu, e não sou digno de desatar-lhe as correias das sandálias; ele vos batizará com o Espírito Santo e com fogo. A sua pá ele a tem na sua mão para limpar a sua eira e recolher o trigo no seu celeiro, mas queimará a palha em fogo inextinguível» (Lucas 2:16–17), um trecho que está também em Mateus 3:11 e em João 1:26–27. Depois disto, João foi preso por Herodes por criticar Herodíades, sua esposa, e por seus atos.

## Batismo de Jesus e a genealogia
Lucas segue relatando que Jesus foi um dos muitos que João batizou. Segundo ele, o Espírito Santo apareceu na forma de uma pomba e ouviu-se uma voz que disse «Tu és o meu Filho dileto, em ti me agrado» (Lucas 3:22), um evento relatado nos quatro evangelhos canônicos.
Em Lucas 3:23, Lucas afirma que "Jesus, ao começar o seu ministério, tinha cerca de trinta anos", mas não diz quantos anos Ele tinha quando foi batizado.
Logo depois, Lucas, assim como Mateus 1, nos fornece uma genealogia de Jesus, começando com seu pai por direito, José, e lista 73 pessoas entre ele e Adão, que, segundo Lucas, seria «filho de Deus» (Lucas 3:38), o que resulta em 75 pessoas entre Deus e Jesus. A lista é mais longa e bem diferente da lista em Mateus: ela afirma que o pai de José e avô de Jesus era Heli, ao passo que Mateus afirma que seu nome seria Jacó. Ambos então afirmam que o bisavô de Jesus seria Matã (ou Matá), que possivelmente são a mesma pessoa ou, como sugerido pela primeira vez por Júlio Africano, irmãos. A lista diverge depois disto e só voltam a coincidir novamente no rei David.